# Антиобледеніння система
Антиобледені́ння покрі́влі — захист поверхні даху, ринв та водостоків від намезання талої води, снігу, льоду шляхом встановлення туди електропідігріву.
Застосовується спеціальний нагрівальний кабель з зовнішньою оболонкою стійкою до опроміненьння Сонця та широкого діапазону температур.
Система нормується ДСТУ-Н Б В.2.5-78:2014 «Настанова з улаштування антикригових електричних кабельних систем на покриттях будівель і споруд та в їх водостоках» (дійсний з 01.07.15).

## Можливості
Система антиобледеніння дозволяє:
- запобігти утворенню масивної льодової маси, яка є небезпечною для життя людей, що в свою чергу, може стати причиною значних матеріальних збитків;
- зменшити механічне навантаження на елементи покрівлі;
- не допустити затримку води на поверхні покрівлі в осінньо-весняний період через водостоки і жолоби;
- не проводити механічне очищення покрівлі, через яке різко знижується термін її служби.